# Alfred Ringwood
Alfred Edward "Ted" Ringwood (Kew, Melbourne, 19 de abril de 1930 — 12 de novembro de 1993) foi um geólogo australiano.
Estudou na Hawthron Central School e na Universidade de Melbourne, onde entre 1948 e 1956 obteve os títulos de bacharel, mestre e Ph.D.
Foi professor de geofísica a partir de 1963 e professor de geoquímica a partir de 1967 na Universidade Nacional da Austrália, e diretor do Departamento de Ciências da Terra desta instituição a partir de 1978.
Na geologia e geoquímica destacou-se pelas suas pesquisas relevantes sobre as reações e transformações sob altas pressões e processos minerais que ocorrem no manto da Terra; a natureza do núcleo da Terra; a evolução química dos  planetas e meteoritos, as origens dos magmas; e sobre a composição e origem da Lua.
Tornou-se membro da Academia Australiana de Ciência (FAA) em 1966, da Royal Society (FRS) em 1972, e da Academia Australiana de Ciências Tecnológicas e Engenharia (FTSE) em 1991. Recebeu diversas concessões, entre elas a Medalha William Bowie pela American Geophysical Union em 1974, Medalha Arthur L. Day pela Sociedade Geológica dos Estados Unidos em 1974, Medalha Wollaston pela Sociedade Geológica de Londres em 1988, Prémio Antonio Feltrinelli em 1991 pela Accademia Nazionale dei Lincei, Prémio V. M. Goldschmidt pela Geochemical Society em 1991,  Medalha Clarke pela Sociedade Real da Nova Gales do Sul em 1992, e a Medalha Harry H. Hess pela American Geophysical Union em 1993.

## Obras
- "The Composition and Petrology of the Earth's Mantle", 1975
- "The origin of the Earth and Moon", 1979.